# Przysłop Górny
Przysłop Górny – polana w Paśmie Gorca w Gorcach. Znajduje się po zachodniej stronie wierzchołka Przysłopu. Ma powierzchnię 25,8 ha i zajmuje grzbiet i podgrzbietowe, południowe zbocza. Znajduje się na obszarze Gorczańskiego Parku Narodowego w obwodzie ochronnym Jaworzyna i Kiczora. Położona jest na wysokości 1090–1170 m n.p.m., jej zbocza opadają do doliny potoku Jaszcze Górne, administracyjnie należy do miejscowości Ochotnica Górna w województwie małopolskim, w powiecie nowotarskim, w gminie Ochotnica Dolna.
Jeszcze długo po II wojnie światowej tętniła życiem pasterskim, stał na niej szałas. Po włączeniu tego obszaru do parku narodowego przestała być wypasana. Od tego czasu polana zaczyna stopniowo zarastać borówczyskami i pojedynczymi świerkami. Pomiędzy borówczyskami jeszcze występują nieduże fragmenty łąki mieczykowo-mietlicowej. Nieduży fragment polany zajmuje łąka ostrożeniowa z czerwono kwitnącym ostrożniem łąkowym. W północno-zachodniej podmokłej części polany występuje bogata w gatunki młaka kozłkowo-turzycowa z kozłkiem całolistnym i turzycą szerokolistną. Z chronionych gatunków roślin rosnących na polanie warto wymienić dziewięćsiła bezłodygowego, gółkę długoostrogową, kruszczyka błotnego, podkolana białego i storczycę kulistą.
Kompleks kilku blisko siebie położonych polan (Bieniowe, Średniak, Przysłop Dolny i Górny) otoczonych dużymi lasami powoduje, że przychodzą tutaj czasami szukać pożywienia takie duże ssaki, jak sarny, jelenia i niedźwiedź brunatny.
Polana ma duże walory widokowe. Roztaczają się z niej rozległe widoki na dolinę Ochotnicy i pobliskie Pasmo Lubania, a także na Beskid Sądecki, Pieniny, Magurę Spiską i zamykający horyzont łańcuch Tatr. Na opracowanej przez park tablicy informacyjnej znajduje się panorama widokowa z opisem szczytów.

## Szlaki turystyki pieszej
odcinek: Gorc – Przysłop Dolny – Przysłop – Przysłop Górny – Średniak – polana Jaworzyna – Trzy Kopce – Polana Gabrowska – Hala Długa – Turbacz. Odległość 10,4 km, suma podejść 370 m, suma zejść 270 m, czas przejścia 2 godz. 50 min, z powrotem 2 godz. 30 min.

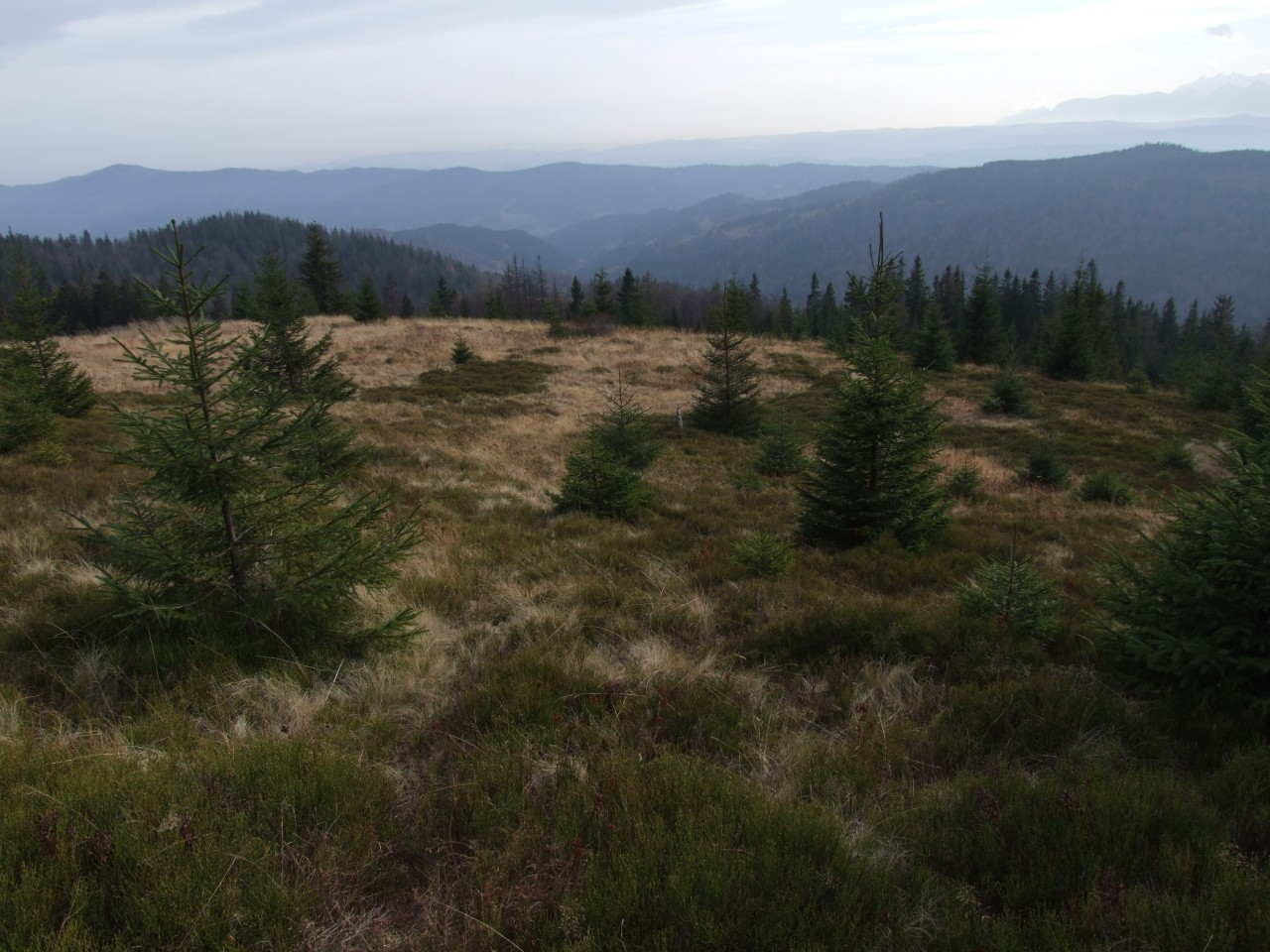
Widok na Magurki i Tatry